# 青柳郁次郎

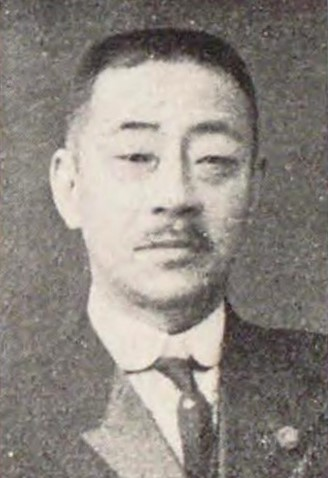
青柳郁次郎

青柳 郁次郎（あおやぎ いくじろう、1877年（明治10年）3月20日 - 1930年（昭和5年）8月18日）は、日本の農業経営者、実業家、政治家。衆議院議員。

## 経歴
福岡県鞍手郡下新入村（のち鞍手郡新入村、現:直方市下新入）で生まれる。1906年、早稲田大学法律科を卒業。農業を営む。
新入村会議員、鞍手郡会議員、福岡県会議員、同参事会員、同副議長、帝国農会議員、鞍手郡農会顧問、鞍手育英会評議員などを歴任。農業視察のためアメリカ合衆国に渡航している。
1920年5月、第14回衆議院議員総選挙に福岡県第十区から立憲政友会所属で出馬して当選。第15回、第17回総選挙でも当選し、衆議院議員を通算3期務めた。この間、立憲政友会協議員となる。
実業界では、鞍手軌道を創設して専務取締役に就任。その他、北九州自動車専務取締役、博多乗合自動車専務取締役などを務めた。